# Primrata Dej-Udom
Primrata Dej-Udom (en tailandés, พริมรตา เดชอุดม) debido a que no hay una sola manera de transcribir nombres del tailandés al alfabeto latino, el nombre romanizado de ella también puede figurar como Primorata Dech-udom o Primorata Dejudom, en su país es conocida cariñosamente como Jaja, es una actriz tailandesa, nació el 29 de noviembre de 1983 en Bangkok. Posee un título de licenciatura de la Facultad de Periodismo y Comunicación social de la Universidad de Thammasat.

## Filmografía
- El concierto como la hormiga .
- Ong Bak 2 como Pim .
- Ong Bak 3 como Pim .

## Drama
- Lunes, Oh lunes.
- Pee Ta Kaew.
- amor Ore.
- Como el sol.
- serie Angel ganador.
- E-Sa Raweechuangchoti (The Actress)

## Videos musicales
- Musical de la insuficiencia cardíaca (Sua Yai).
- Nadie sabe de música
- Tener un poco de música
- La música es como un corazón
- Música, Rose Pak dom lámpara

- Datos: Q13018022